# Alfonso Soláns
Alfonso Soláns Soláns (Zaragoza, 17 de octubre de 1948) es un empresario y dirigente deportivo español.

## Trayectoria profesional
Fue presidente de la empresa colchonera Pikolin hasta 2023, cuando fue nombrado Presidente de Honor de la misma y su hijo Álvaro Solans pasó a sucederle en la Presidencia. Desde finales de 1996 hasta mediados de 2006 fue presidente del club de fútbol Real Zaragoza. Posteriormente vendió sus acciones al empresario soriano Agapito Iglesias. Durante su presidencia, el club ganó 2 Copas del Rey (en el 2001 al Celta de Vigo y en el 2004 al Real Madrid) y una Supercopa de España (en el año 2004 al Valencia).
Además, en el año 2000, el Real Zaragoza quedó 4º en la tabla, y debería haber jugado la fase previa de la liga de Campeones en la edición 2000/2001, pero la Real Federación Española de Fútbol prefirió mandar en su lugar al Real Madrid, campeón de la liga de Campeones de 1999/2000, que quedó 5º clasificado. Esto generó polémica, especialmente al darse el mismo caso en Inglaterra en el año 2005, cuando el Liverpool ganó la liga de Campeones de 2004/2005 quedando 5º en liga, y el Everton quedó 4º, y fueron ambos a la liga de Campeones al año siguiente.
En el año 2006 el Real Zaragoza llegó a la final de la Copa del Rey, pero la perdió ante el RCD Español, tras hacer unas rondas previas impecables, eliminando al Atlético de Madrid, ganando por 4-2 al Barcelona y por 6-1 al Real Madrid.
Pero no todo fueron luces durante su etapa. En el año 2000/2001 el equipo se salvó del descenso por un punto (pese a ganar la Copa del Rey), pero no se pudo evitar en la temporada 2001/2002, al quedar últimos en la clasificación. Sin embargo, sólo se estuvo un año en 2.ª división, pues en la 2003/2004 el Real Zaragoza ya estaba de nuevo en 1.ª división. También tiene el dudoso honor de cerrar la sección de atletismo tan antigua como el club pues fue heredera de la sección que tenía el Iberia SC cuando se realizó la fusión de los clubs que dieron origen al Real Zaragoza.
Su etapa se caracterizó por ser un club vendedor de estrellas. En su primer año (tras heredar las acciones de su padre, Alfonso Soláns Serrano) vendió a casi todo el equipo de la Recopa. Además, compraba jugadores baratos, que al conseguir una gran proyección los vendía por un precio más alto, casos como Morientes, Milošević, Villa o Cani. Pese a ello, el club tenía una deuda cada vez más grande. Según Alfonso Soláns, era debido a la falta de apoyo institucional. Aun así, junto a su padre, es considerado uno de los mejores presidentes que ha tenido la entidad.[cita requerida]